# Щербак Пилип Кузьмич
Пилип Кузьмич Щербак (16 липня 1907 , Но́вий Буг, Херсонська губернія  — 13 вересня 1969 , Київ ) — український радянський і компартійний діяч, депутат Верховної Ради СРСР 1-го (з 1940 року) та 4—5-го скликань, депутат Верховної Ради УРСР 2—3-го скликань. Член ЦК КПУ (1949–1966).

## Біографія
Народився 16 липня 1907 року в родині селянина-біднякав містечку Новий Буг, тепер місто Миколаївської області. Батько помер у 1918 році. У 1923 році закінчив семирічну школу в містечку Новий Буг. У 1924 році вступив до комсомолу, організував у Новому Бузі перший комсомольський осередок, обирався секретарем комсомольського осередку містечка. Працював у сільському господарстві.
З 1925 року — член правління Ново-Бузького районного селянського товариства взаємодопомоги, секретар Ново-Бузької районної судової земельної комісії.
Член ВКП(б) з 1927 року.
У 1927 році навчався на курсах пропагандистів у місті Миколаєві.
З 1928 року — секретар Ново-Бузького районного виконавчого комітету; голова Ново-Бузької районної судової земельної комісії; заступник голови Ново-Бузького районної колгоспної спілки; завідувач Ново-Бузького районного земельного відділу Миколаївського округу.
У 1931–1932 роках — слухач Вищих агроіндустріальних курсів у місті Харкові.
У 1932–1937 роках — завідувач Городоцького районного земельного відділу Проскурівського округу Вінницької області.
У 1937–1938 роках — голова виконавчого комітету Городоцької районної Ради Проскурівського округу.
У 1938–1939 роках — 2-й заступник голови Організаційного комітету Президії Верховної Ради УРСР по Кам'янець-Подільській області; 1-й секретар Проскурівського міського комітету КП(б)У Кам'янець-Подільської області. Одночасно, у травні — жовтні 1938 року — в.о. головного державного арбітра по Кам'янець-Подільській області.
З вересня 1939 року — голова Надвірнянського тимчасового управління (Станіславське воєводство).
8 грудня 1939 — червень 1941 року — голова виконавчого комітету Ровенської обласної Ради депутатів трудящих.
Учасник Другої світової війни, з серпня 1941 року — уповноважений Державного комітету оборони СРСР із виробництва боєприпасів; уповноважений Військової Ради 21-ї армії Сталінградського і Воронезького фронтів.
З травня 1942 року працював начальником відділу по мобілізації населення на сільськогосподарські роботи при Раді народних комісарів Української РСР.
У 1943–1946 роках — член Військової Ради 7-ї гвардійської армії Степового, 2-го Українського фронтів, полковник.
У травні 1946 — січні 1949 року — голова виконавчого комітету Станіславської обласної Ради депутатів трудящих.
У січні 1949 — січні 1950 року — 1-й секретар Станіславського обласного комітету КП(б)У та 1-й секретар Станіславського міського комітету КП(б)У.
У січні 1950–1951 роках — слухач курсів перепідготовки перших секретарів обкомів при ЦК ВКП(б) у Москві. 
З травня по вересень 1951 року — інспектор ЦК КП(б)У.
У вересні 1951 — 4 червня 1959 року — 1-й секретар Станіславського обласного комітету КП(б)У.
Одночасно з червня 1958 року — член Військової ради 38-ї армії Прикарпатського військового округу.
28 травня 1959 — 5 лютого 1962 року — 1-й секретар Закарпатського обласного комітету КПУ. Увільнений «за станом здоров'я».
Потім — на пенсії. Помер у Києві 13 вересня 1969 року після важкої, довготривалої хвороби (інсульту). Похований на Байковому кладовищі міста Києва.

## Звання
- полковник

## Нагороди
- орден Леніна (23.01.1948)
- орден Богдана Хмельницького 2-го ст. (13.09.1944)
- орден Червоного Прапора (26.10.1943)
- орден Вітчизняної війни 1-го ст. (28.04.1945)
- орден Вітчизняної війни 2-го ст.
- орден Трудового Червоного Прапора (1957)
- медалі